# 1896年夏季奧林匹克運動會體操比賽—男子跳馬
男子跳馬是1896年夏季奧運會體操比賽的八項體操項目之一，於4月9日舉行，來自五個國家的15名運動員參加比賽，德國運動員卡爾·舒曼及赫爾曼·魏因加特納奪得金牌及銅牌，而路易斯·楚特為瑞士贏得銀牌。

## 背景
男子跳馬是夏季奧運會首次亮相，作為體操比賽的五項器械賽事之一（1900年、1908年、1912年及1920年均無舉辦器械賽事）。 比賽由十名德國人和來自其他四個國家的五名運動員組成。男子跳馬是1896年夏季奧運會體操比賽中唯一沒有希臘運動員參加的賽事。

## 賽程
男子跳馬項目於第四天下午舉行，依次為800米、團體雙槓、團體單槓。
| 日期         | 時間 | 階段 |
| ------------ | ---- | ---- |
| 1896年4月9日 | 下午 | 決賽 |

## 賽果
| 排名 | 運動員            | 國家     |
| ---- | ----------------- | -------- |
| 金牌 | 卡爾·舒曼         | 德国     |
| 銀牌 | 路易斯·楚特       | 瑞士     |
| 銅牌 | 赫爾曼·魏因加特納 | 德国     |
| 4–15 | 康拉德·伯克爾     | 德国     |
| 4–15 | 查爾斯·尚波       | 保加利亚 |
| 4–15 | 阿爾弗雷德·弗拉托 | 德国     |
| 4–15 | 古斯塔夫·弗拉托   | 德国     |
| 4–15 | 格奧爾格·希爾馬   | 德国     |
| 4–15 | 久洛·卡卡什       | 匈牙利   |
| 4–15 | 弗里茨·曼陀菲爾   | 德国     |
| 4–15 | 卡爾·諾伊基希     | 德国     |
| 4–15 | 里夏德·羅施特爾   | 德国     |
| 4–15 | 古斯塔夫·舒夫特   | 德国     |
| 4–15 | 亨利克·蕭伯格     | 瑞典     |
| 4–15 | 德西德里烏什·范安 | 匈牙利   |

## 來源
- Lampros, S.P.; Polites, N.G.; De Coubertin, Pierre; Philemon, P.J.; Anninos, C. . Athens: Charles Beck. 1897. (Digitally available at  （页面存档备份，存于）)
- Mallon, Bill; Widlund, Ture. . Jefferson: McFarland. 1998. ISBN 0-7864-0379-9. (Excerpt available at  （页面存档备份，存于）)
- Smith, Michael Llewellyn. . London: Profile Books. 2004. ISBN 1-86197-342-X.